# Ллойд, Джеймс (ботаник)
Джеймс Ллойд (англ. James Lloyd; 1810—1896) — французский ботаник английского происхождения.

## Биография
Джеймс Ллойд родился в Лондоне 17 марта 1810 года. После смерти мужа мать Джеймса вышла замуж за француза Шарля Ранзона, в шестилетнем возрасте Джеймс переехал в Париж. В 1829 году он окончил Лорьянский колледж со степенью бакалавра. Во время Революции 1830 года Джеймс на некоторое время отправился в Англию, однако вскоре вернулся.
В 1840 году семья Ранзона приобрела участок земли близ Туаре. В 1858 году из-за ухудшавшегося состояния здоровья они переехали в Нант. В 1869 году мать Ллойда умерла.
10 мая 1896 года Джеймс Ллойд скончался в своём доме на улице Франсуа Брюно в Нанте.
Гербарий Джеймса Ллойда был по его завещанию передан городу Анже. В настоящее время он находится в Музее естественной истории Нанта (NTM).

## Некоторые научные работы
- Lloyd, J. Flora de la Loire-Inférieure. — Nantes, 1844. — 38 + xxxii + 335 p.
- Lloyd, J. Flore de l'Ouest de la France. — Nantes, 1854. — 576 p.

## Некоторые виды растений, названные в честь Дж. Ллойда
- Orchis ×lloydiana Rouy, 1912 [≡ Anacamptis ×lloydiana (Rouy) H.Kretzschmar, Eccarius & H.Dietr., 2007]